# Arroz con dulce
El arroz con dulce es un postre de Puerto Rico, que se consume típicamente durante la Navidad. Contiene arroz, leche de coco, pasas y varias especias, entre las cuales jengibre, canela, anís, nuez moscada y clavos.
Se cree que deriva del manjar blanco de origen español. La primera receta registrada de arroz con dulce se encuentra en El cocinero puertorriqueño, libro de 1859 que se considera el primero en tratar la gastronomía puertorriqueña. En este recetario, sin embargo, aparece titulado como «arroz con coco». Así aparece también mencionado en el poema Un casamiento jíbaro (1849), por Manuel A. Alonso. También un joven criollo ofrece arroz con coco a una muchacha en una escena del Carnaval de las Antillas (1882) de Luis Bonafoux.
En San Germán se celebra el Festival del Arroz con Dulce y Almojábanas desde 2021, siendo las almojábanas otro dulce tradicional puertorriqueño.